# جان بيار وولف
جان بيار وولف (بالفرنسية: Jean-Pierre Wolf)‏ هو فيزيائي فرنسي وسويسري، ولد في 1960.